# Краснопрудская волость (Псковский уезд)
Краснопрудская волость — административно-территориальная единица в составе Псковского уезда Псковской губернии РСФСР в 1924 — 1927 годах. Центром было село Пруды (Красные Пруды).
Образована в соответствии с декретом ВЦИК от 10 апреля 1924 года из Сумецкого общества Докатовской волости, Мелеховской и Прудской волостей Псковского уезда. Была разделена на сельсоветы: Волчеямский, Красноивановский, Краснопрудский, Лопатинский, Мелеховский. В октябре 1925 года был образован Зайковский сельсовет, 15 октября 1926 года — Сумецкий сельсовет, в мае 1927 года — Горбовский сельсовет.
В рамках ликвидации прежней системы административно-территориального деления РСФСР (волостей, уездов и губерний), Краснопрудская волость была упразднена в соответствии с Постановлением Президиума ВЦИК от 1 августа 1927 года. Волчеямский, Горбовский, Зайковский, Краснопрудский, Мелеховский сельсоветы были переданы в состав новообразованного Псковского района Псковского округа Ленинградской области, Красноивановский и Сумецкий сельсоветы — в состав Островского района того же округа и области; Лопатинский сельсовет — в состав Карамышевского района того же округа и области.